# Sogdianus perzsa király
Szogdiánosz vagy Szeküdiánosz (latinosan Sogdianus vagy Secydianus), (? – Kr. e. 423 januárja) perzsa király Kr. e. 423 elején.

## Élete
Szogdiánosz I. Artakhsaszjá törvénytelen gyermekeként született. Rövid uralkodása után pár eunuch segítségével meggyilkolta féltestvérét, II. Khsajársát. Azonban az ő napja sem ragyogott sokáig: ugyanis másik féltestvére Okhosz, Hükrania helytartója, megölette.